# Ицюй
Ицюй (кит. трад. 義渠, упр. 义渠, пиньинь Yiqu) — одно из так называемых «варварских» государств периода Восточного Чжоу. Было образовано племенами западных жунов в конце эпохи Вёсен и Осеней и являлось их самым крупным протогосударственным образованием.
В 470 г. до н. э. «царство» Ицюй, расположенное в верховьях р. Цзиншуй, присылает дань циньскому правителю Дао-гуну. Через двадцать с лишним лет Цинь нападает на Ицюй и захватывает в плен его правителя. В 430 г. Ицюй предприняло поход против Цинь и дошло до Вэйяна. Так с переменным успехом борьба Цинь с Ицюй продолжалась вплоть до середины IV в. до н. э.
Реформы Шан Яна способствовали усилению военной мощи Цинь, постепенно вошедшего после этого в число сильнейших царств. К тому же под 331 г. до н. э. источники сообщают о «внутренней смуте» в Ицюе. Еще через четыре года правитель Ицюй признает себя вассалом Цинь. После этого Цинь перешло к последовательным действиям, направленным на захват земель Ицюя. В 314 г. до н. э. поход циньцев закончился присоединением 25 «городов» к царству Цинь. Последующая судьба Ицюй известна из раздела, посвященного истории западных цянов в «Истории династии Поздняя Хань», где сообщается, что в 272 г. до н. э. правитель Ицюя был хитростью заманен Чжаосян-ваном в циньскую столицу и там убит. На территории его царства были основаны циньские округа Лунси, Бэйди и Шан.
Анализируя результаты археологических раскопок на востоке Ганьсу, китайский археолог Ся Най высказал предположение, что энеолитические культуры, открытые в этом районе (в частности, сыва), связаны с этнической общностью жунов. Основанием для этого ему послужила находка захоронения культуры сыва с трупосожжением. Согласно Мо-цзы, такой обычай действительно практиковался в Ицюй: «К западу от Цинь есть царство Ицюй. Когда у них умирает родственник, они собирают хворост и сжигают его… Только после этого человек считается выполнившим свой сыновний долг».